# إريك كامب
إريك كامب (بالألمانية: Erich Campe)‏ (1 فبراير 1912 – 5 مايو 1977) هو ملاكم ألماني راحل، مثّل بلاده في الألعاب الأولمبية الصيفية 1932.

## روابط خارجية
إريك كامب على موقع بوكس ريك (الإنجليزية) (registration required)
- إريك كامب على موقع أوليمبيديا (الإنجليزية)